# Chepenoupet Ire
Chepenoupet Ire, de nom d’intronisation Henemetibamon (« Celle qui s'unit au cœur d'Amon »), et de nom de naissance Chepenoupet Hemetnetjer Meretmout (« Le cadeau d'Oupet, La divine adoratrice Chepenoupet aimée de Mout »), était divine adoratrice d'Amon de -754 à -714 (ou -750 à -715) sous la XXIIIe dynastie.

## Règne
Fille d'Osorkon III et Karaotet, elle fut envoyée par le roi comme épouse du dieu Amon et elle eut, semble t-il, un certain pouvoir politique.
Elle fut la première des nouvelles divines adoratrices, mais fut chassée par le roi de Napata, Piânkhy, qui s’emparait de la Thébaïde. Celui-ci la força ensuite à adopter sa sœur Amenardis Ire pour lui succéder.